# 姫川第三ダム
姫川第三ダム（ひめかわだいさんダム）は、長野県北安曇郡小谷村、一級河川・姫川水系姫川に建設された堰。高さ8.6 m（メートル）の重力式コンクリートダム（堰）で、中部電力の発電用ダムである。同社の水力発電所である姫川第三発電所に送水し、最大12,100 kWの電力を発生する。

## 歴史
戦後、姫川上流域の水力発電所を継承した中部電力は、1953年（昭和28年）に姫川第三発電所の建設に着手した。これは旧・安曇電気が1935年（昭和10年）に運転を開始した姫川第二発電所の下流、大網発電所（電気化学工業）との間に建設するものである。もともと安曇電気が建設を計画したものであったが、未着手のまま日本発送電を経て中部電力へと引き継がれた。当時、中部電力は電力不足を解消するべく発電所の建設を急いでおり、姫川第三発電所のように短期間で完成が見込まれる地点から優先的に進めていた。
姫川は糸魚川静岡構造線上を流れるとあって、発電所の建設にあたり断層や地すべり、豪雪などの問題に直面しながらも、1955年（昭和30年）7月9日に完成した。最大出力は運転開始当時11,500 kWであったが、2001年（平成13年）に現在の12,100 kWへと増加している。
姫川第二発電所から大網発電所の間には水力発電に利用できる標高差が90 mあり、姫川第三発電所はこの内上流側55 mのみを利用している。
なお、残された下流側35 mについては黒部川電力によって開発され、1982年（昭和57年）6月17日に北小谷発電所として完成した（営業運転は同年1月14日より開始）。姫川第三発電所のときと同様に地質上の問題が多く、工事中に断層が発見されたことから設計変更を余儀なくされるなど難工事であった。

## 周辺
国道148号・道の駅小谷から松本市方面に向かって進むと、橋（小谷大橋）を渡って間もなく水圧鉄管が道路を横切っている。山の斜面を下る鉄管の先に見える施設が姫川第三発電所である。これを通過し『小谷温泉口』交差点を右折すると、取水元の姫川第三ダムに到着する。ダム湖には姫川橋が架かり、渡った先にはJR大糸線・中土駅がある。付近には姫川第二発電所がある。

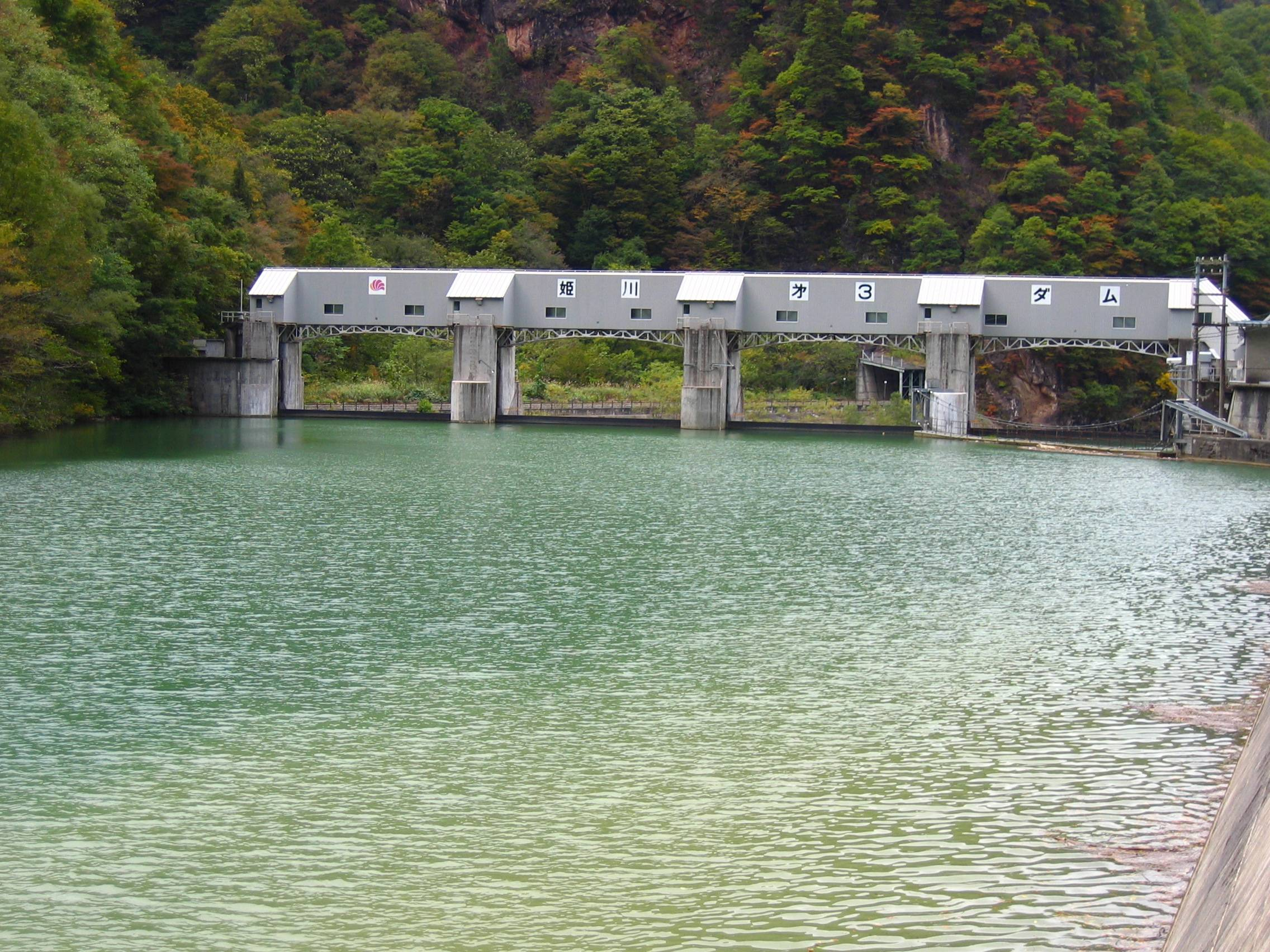
姫川第三ダム湖
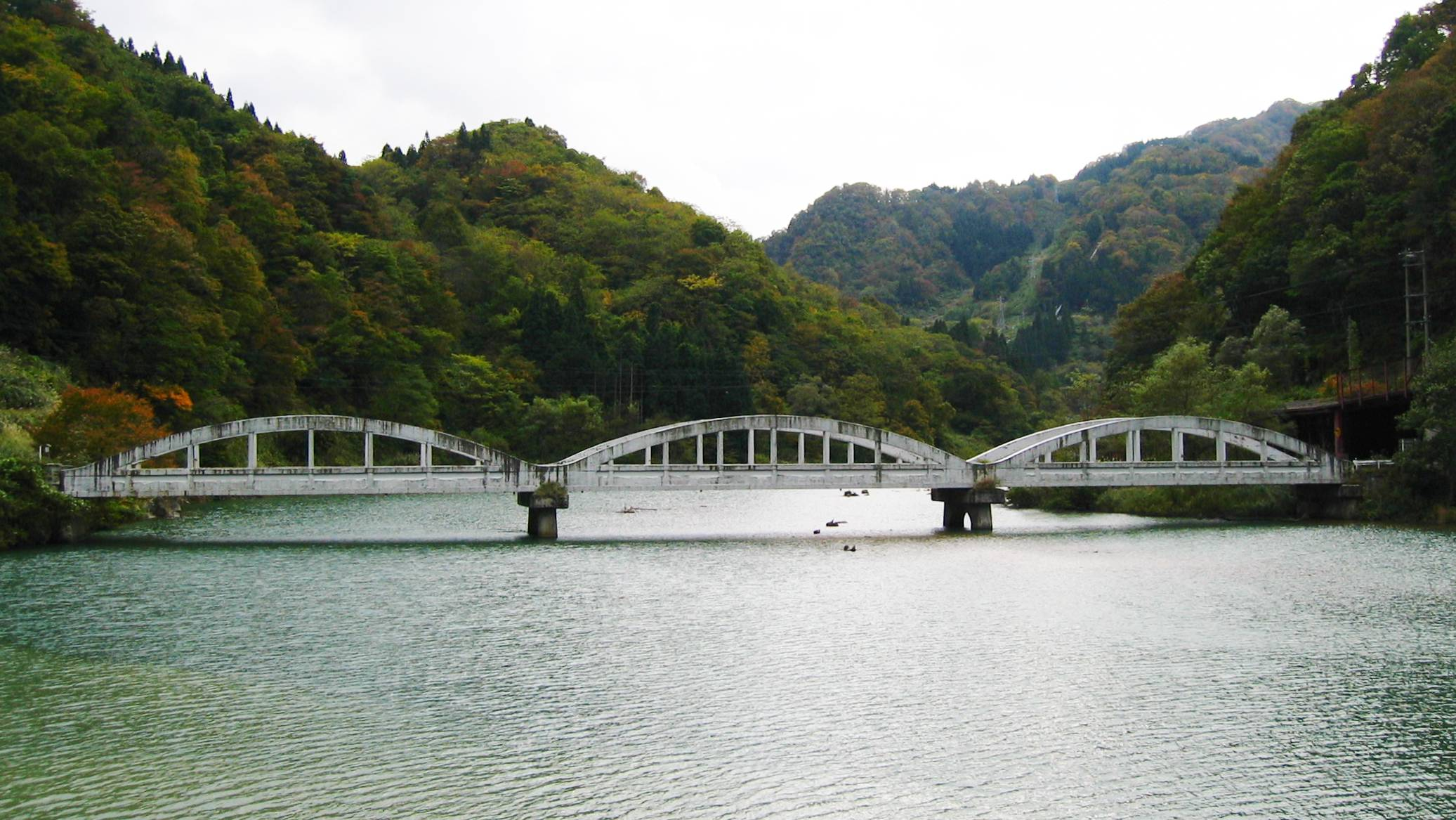
ダム湖に架かる姫川橋（県道114号、土木学会選奨土木遺産）
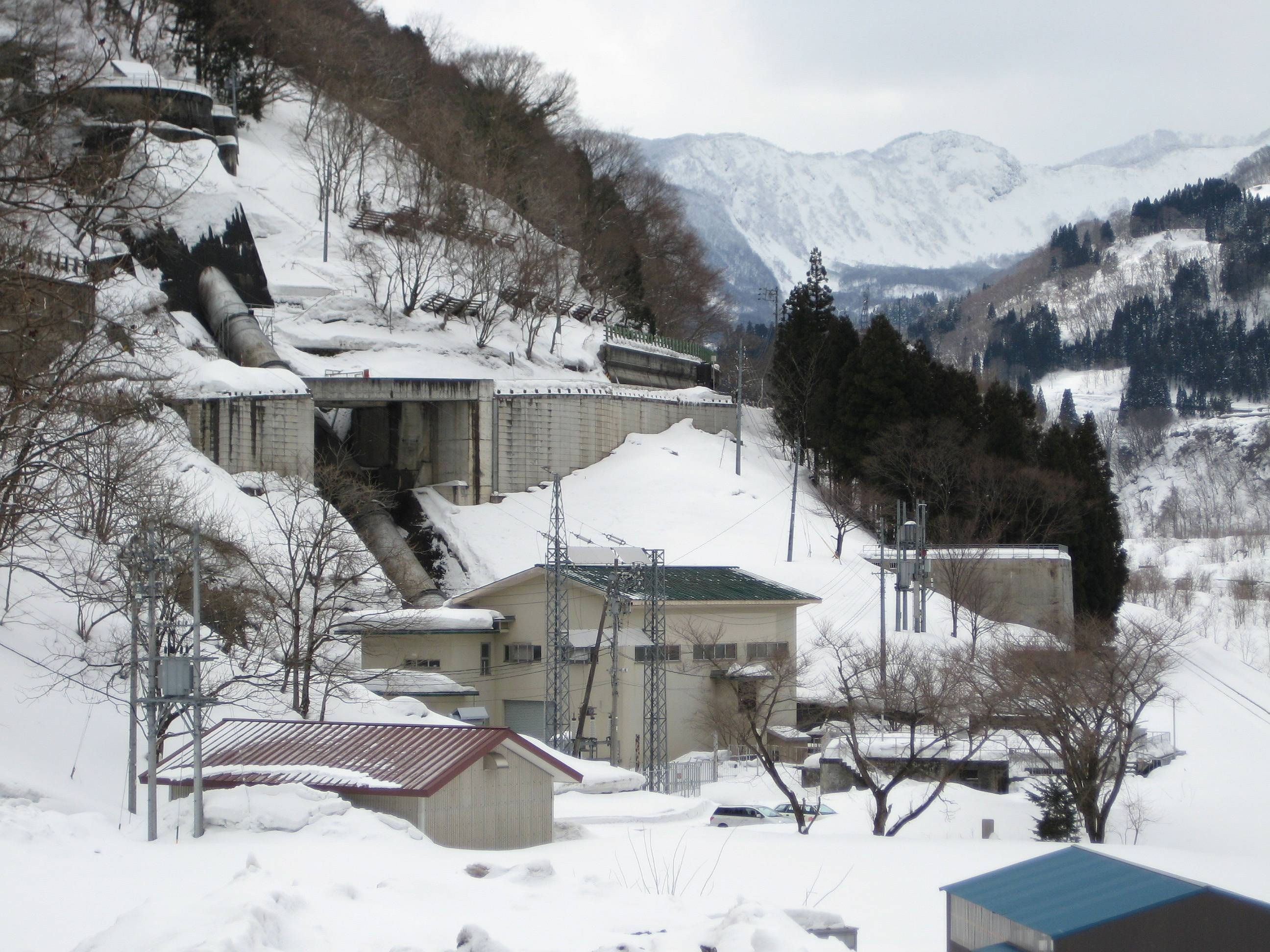
姫川第三発電所